# マムールエス
マムールエス（英語：mamourS）は、資生堂パーラーが展開する20代女性向けのスイーツショップ。現在はエチカ表参道に店舗がある。

## 名前の由来
mamourSは、『かわいい女の子の好きなものを集めたお店』として、フランス語の愛、好きなもの、かわいいものamourに、女性名詞のmaをつけてmamour。最後のSは、資生堂のSと、開発担当者のイニシャルSを含んでいる。